# Ceija Stojka
Ceija Stojka (ur. 23 maja 1933 w Kraubath an der Mur, zm. 28 stycznia 2013 w Wiedniu) – austriacka artystka, malarka, pisarka, muzyk i aktywistka pochodzenia romskiego. 

## Życiorys

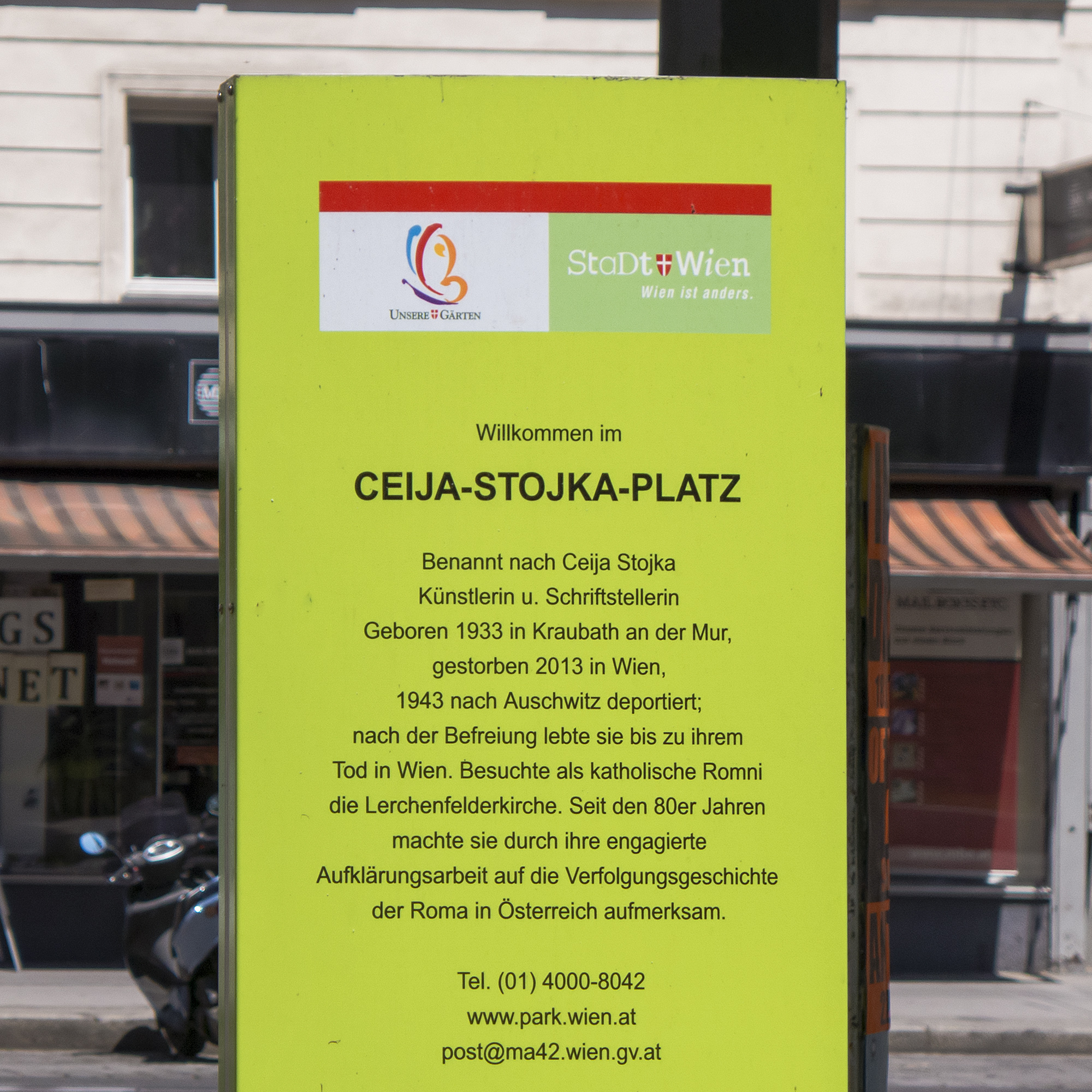
Znak upamiętniający Ceije Stojko znajdujący się w Wiedniu

Ceija Stojka urodził się w Kraubath an der Mur w Styrii. Jej bratem jest muzyk i pisarz Mongo Stojka. Jej rodzice byli lowarami. Wraz z matką i czwórką rodzeństwa przeżyła holocaust. Później przeniosła się do Wiednia, gdzie zarabiała na życie między innymi jako malarka, piosenkarka i pisarka. W 1992 roku została austriacką rzeczniczką do spraw uznania ludobójstwa Romów i Sinti. Walczyła przeciwko dyskryminacji Romów. Napisała trzy autobiograficzne książki i namalowała wiele obrazów. Jej obrazy znajdowały się między innymi w galeriach w Europie, Stanach Zjednoczonych i Japonii. Zmarła 28 stycznia 2013 roku w Wiedniu.